# Lars Husum
Lars Husum (født 21. juni 1974 i Tarm) er en dansk forfatter.
Lars Husum fik sit gennembrud i 2008 med sin debutroman Mit venskab med Jesus Kristus, en mørk komedie om skyld, soning, vold, tro og popmusik. Romanen blev exceptionelt for en debutroman solgt til en lang række lande, flere endda før den danske udgivelse. Den er bl.a. solgt til Kina, Frankrig, Italien, England og Brasilien. Ud over den store interesse fra udlandet købte Nimbus filmrettighederne til romanen. Herhjemme blev den modtaget med følgende ord: ”En smuk beretning fortalt med humor og solidarisk varme” – Politiken, ”En overrumplende debut, der parrer beskidt realisme med fantastiske elementer" – Ekstra Bladet, og den blev udråbt som årets roman i 2008 i Deadline på DR2. 
I oktober 2010 kom han med romanen Jeg er en hær. En samtidsroman om de mennesker, hvor krig er et arbejde og et livsvilkår. Romanen er blevet modtaget med følgende ord: "Lars Husum er med blot to romaner blevet en forfatter, der sætter niveau ...Den bliver siddende i nerverne og mellemgulvet, og afgrunden bliver ved med at kigge tilbage." ***** Jyllands-Posten og "Lars Husums anden roman skildrer indgående og gribende en professionel soldats langsomme sammenbrud .... Jakobs langsomme sammenbrud, med mareridt, virkelighedsforstyrrelser, skyldfølelser og alskens andre stresssymptomer, er skildret med uhyggelig livagtighed", '**** Politiken. 
Lars Husum er født i 1974 i Tarm i Vestjylland, men bor nu i København. 